# Масатоши Накаяма
Масатоши Накаяма (на японски 中山正敏) е японски каратист, един от най-известните ученици на Гичин Фунакоши, бащата на модерното карате, и е близо до майстора цели 27 години, като му асистира при тренировките и демонстрациите. Така той има уникалната възможност да изучи не само техническият аспект, а и философията на карате-до от забележителен специалист.

## Обучение
Масатоши Накаяма е роден в Япония, префектура Ямагучи, през 1913. Произхожда от фамилия на самураи, която поколения наред обучава клана Sanada в изкуството на меча. Последният учител по кендо е дядото на Накаяма, който освен това работи и като хирург в Токио. Бащата на Накаяма следва неговите стъпки и става военен лекар, като естествено очаква и от сина си същото. Бъдещият карате майстор пристига в Токио през 1932 и възнамерява да продължи да се занимава с кендо. Но поради объркан график той се появява когато има тренировка по карате и завладян от видяното моли за разрешение да посещава тренировките. Поканен е на следващото занимание и така напълно забравя за първоначалното си увлечение по фехтовката. По това време Фунакоши все още продължава активно да преподава и тренировките са изтощителни. Малко от учениците остават повече от 6 месеца. Тренировките най-често се състояли от продължително практикуване на ката (50-60 повторения) и удари по макивара (до 1000 пъти). Такава най-често била и редовата тренировка в Окинава. Обаче повечето от учениците като Накаяма имали опит в джудо или кендо, където широко се тренирало по двойки. Така и в карате през периода 1933-35 се разработила практиката с партньор в 5, 3 и 1 стъпки, която добива завършен вид и е демонстрирана през есента на 1936. През 1937 се дипломира от университета Takushoko (китайски език и история) и заминава за Пекин да специализира. Докато е там (още 5 години учене, след това работа за китайското правителство) – почти десетилетие, до 1946 – изучава различни китайски бойни изкуства. Избегнал несгодите на войната, при завръщането си намира училището занемарено, но започва да организира групи по карате и играе активна роля при създаването през май 1949 на Японската Карате Асоциация (ЯКА).

## Преподаване
Като един от създателите на ЯКА, след смъртта на Фунакоши, Накаяма става вторият Шеф-инструктор на ЯКА. Той е отговорен в най-голяма степен за разпространението на карате по света през 60-те и 70-те год. на ХХ век, когато на завършилите неговата елитна инструкторска програма, създадена заедно с Motokuni Sugiura (настоящ Шеф-инструктор на ЯКА), Хидетака Нишияма (глава на AAKF) и Теруюки Окадзаки (настоящ председател на JKA World Federation) е поставена задачата да заминат и да развиват карате извън Япония. Това става особено наложително, тъй като много от американците, обучавани недостатъчно в Япония, при връщането си претендират за пълно познаване на изкуството и създават свои школи и стилове.
Заслуга на Накаяма също е установяването на правилата на Shiai (състезанието). По това време, ползата от спортните състезания е меко казано спорна. Все пак това е направено, макар че Фунакоши е много резервиран от ползата от състезания под каквато и да е форма, смятайки, че те влизат в противоречие с истинската същност на карате-до, и увлечени по тях практикуващите могат да изместят фокуса на тренировките от важните неща.
Накаяма дава на трениращите карате достъп до идеите на Фунакоши когато написва серия от инструкционни книги (над 20). Отделно прави и учебни филми с детайлно обяснена информация за техниката и целта на ката, кихон и кумите. Тези негови трудове са базирани на задълбочено изучаване и прилагане на принципите от анатомията, физиологията и кинезиологията, което прави карате приемливо за широката публика.
Въпреки че неговата квартира е в Япония, той пътува много по целият свят, като прави стотици семинари и демонстрации. Неговата роля за достигане на карате в 155 страни по целият свят и организираното му практикуване е изключително значима.
Масатоши Накаяма умира на 15 април 1987 г., на 74 години, като е един от малкото хора в целия свят със 10 дан. Той се помни от хората като един много добър, изискващ инструктор, който притежава естествена любезност, уважение и вежливост към всички, които среща.